# Miasteczko Śląskie (gmina)

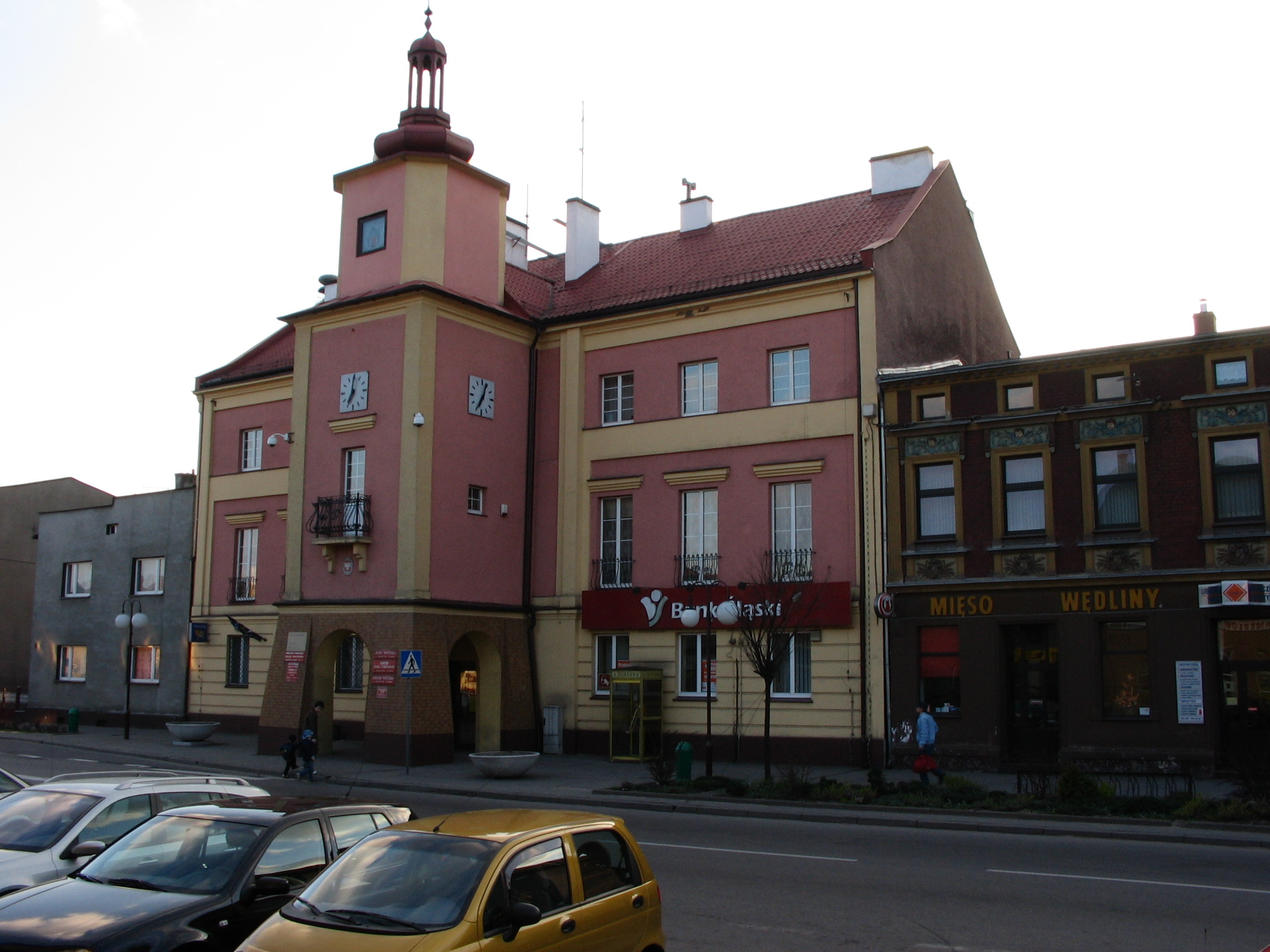
Ratusz w Miasteczku Śląskim

Miasteczko Śląskie (1945–48 Miasteczko) – dawna gmina wiejska istniejąca w latach 1945–1954 w woj. śląskim, katowickim i stalinogrodzkim (dzisiejsze woj. śląskie). Siedzibą władz gminy było pozbawione w 1945 roku praw miejskich Miasteczko (1958–63 osiedle, 1963–75 samodzielne miasto, 1975–94 dzielnica Tarnowskich Gór, od 1994 ponownie samodzielne miasto).
Gmina Miasteczko powstała w grudniu 1945 w powiecie tarnogórskim w woj. śląskim (śląsko-dąbrowskim). Wkrótce przyłączono do niej zniesioną gminę Żyglin, bo według stanu z 1 stycznia 1946 gmina składała się już z 4 gromad: Miasteczko, Brynica, Żyglin i Żyglinek. 6 lipca 1950 zmieniono nazwę woj. śląskiego na katowickie, a 9 marca 1953 kolejno na stalinogrodzkie.
Według stanu z 1 lipca 1952 gmina składała się z 5 gromad: Bibiela, Brynica, Miasteczko Śląskie, Żyglin i Żyglinek, a więc zwiększona o gromadę Bibielą, wyodrębnioną 1 lipca 1952 z gromady Brynica. Gmina została zniesiona 29 września 1954 wraz z reformą wprowadzającą gromady w miejsce gmin.
Jednostki nie przywrócono 1 stycznia 1973 wraz z kolejną reformą reaktywującą gminy.